# Saint-Jean (rivière)
Pour les articles homonymes, voir Saint-Jean.
Le Saint-Jean est une petite rivière française qui coule dans le département des Ardennes, en ancienne région Champagne-Ardenne, donc en nouvelle région Grand-Est. C'est un affluent de la Semoy en rive droite, donc un sous-affluent de la Meuse.

## Géographie

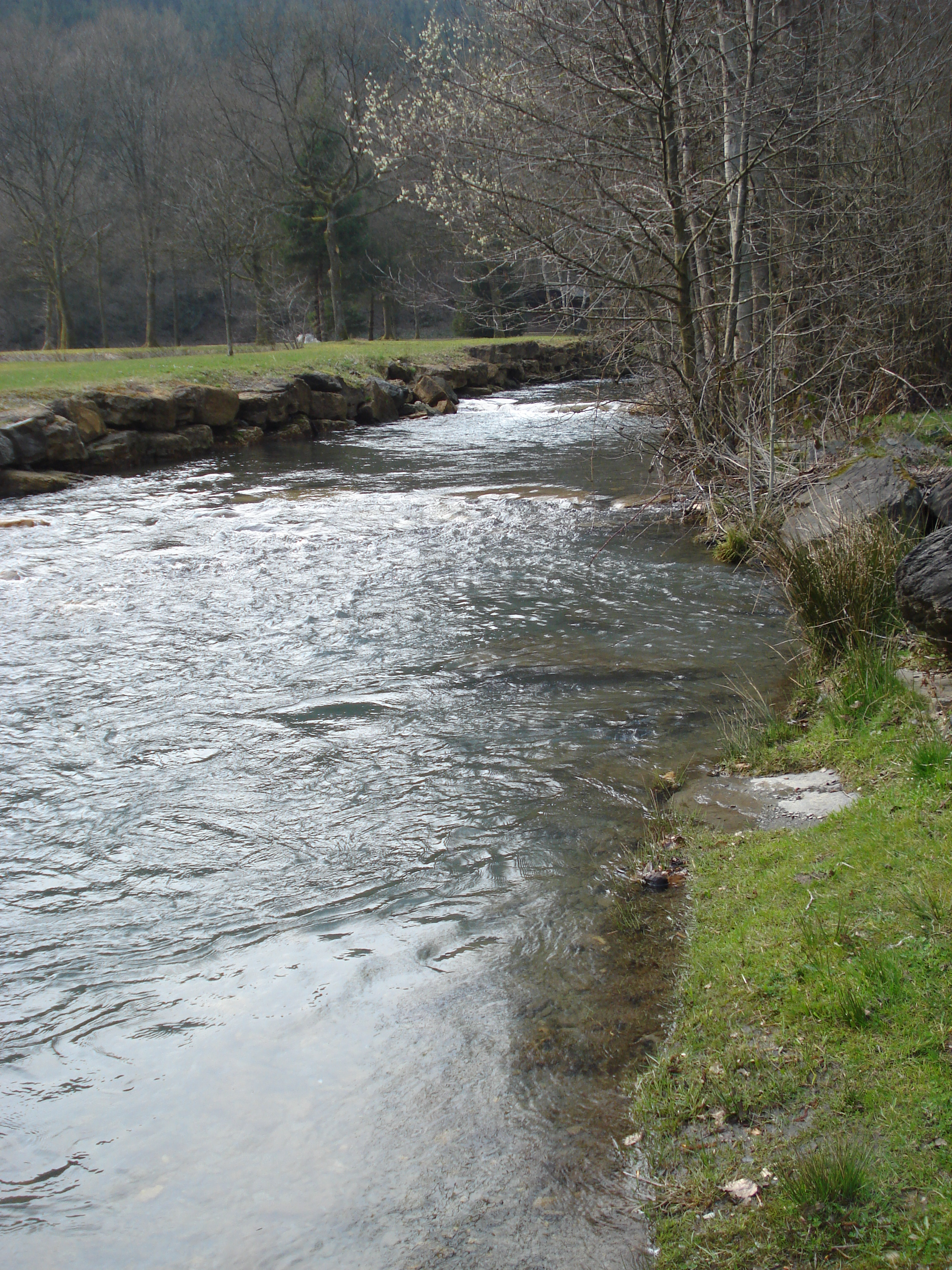
Les Hautes-Rivières Ruisseau de St.Jean en forêt

Le Saint-Jean naît au niveau du bois Saint-Jean, sur le territoire de la commune wallonne de Gedinne dans le massif ardennais, au sud-est des hauteurs de la Croix-Scaille en  province de Namur. Peu après sa naissance, il traverse la frontière en direction du sud-ouest.
Après un parcours de 6,8 kilomètres, il conflue avec la Semoy à Les Hautes-Rivières. Il est alimenté par de nombreux et abondants ruisseaux qui, comme lui, dévalent depuis le massif très arrosé des Ardennes.
Il baigne les communes de Thilay et de Les Hautes-Rivières sises dans le département des Ardennes, mais l'essentiel de son parcours et de son bassin sont situés en pleine forêt.

### Communes et cantons traversés en France
Dans le seul département des Ardennes, le ruisseau de Saint-Jean traverse les deux seules communes suivantes, de l'amont vers l'aval, du Thilay et des Hautes-Rivières.
Soit en termes de cantons, le ruisseau de Saint-Jean a son origine en France et conflue dans le même canton de Bogny-sur-Meuse, dans l'arrondissement de Charleville-Mézières.

### Bassin versant
Le Ruisseau de Saint-jean traverse une seule zone hydrographique La Semoy du Hourut au Nabruay. (O8218) de 66 km2 de superficie. Ce bassin versant est constitué à 96,92 % de « forêts et milieux semi-naturels », à 2,27 % de « territoires artificialisés », à 1,64 % de « territoires ageicoles ».

### Organisme gestionnaire
L'organisme gestionnaire est l'EPTB EPAMA Etablissement public d'Aménagement de la Meuse et de ses affluents et la Houille fait partie du secteur hydrographique La Semoy.

## Affluents
Le Ruisseau de Saint-Jean a deux affluents référencés :
- le ruisseau du Corbeau (rd), 3,9 km sur la seule commune des Hautes-Rivières.
- le ruisseau de l'Ours (rd), 6,4 km sur les deux communes des Hautes-Rivières (confluence) et de Thilay (source).

Don son rang de Strahler est de deux.

## Hydrologie
Le bassin du Saint-Jean est presque entièrement situé dans une zone à pluviosité élevée. 

### Le Ruisseau de Saint-Jean aux Hautes-Rivières
Le module de la rivière au confluent avec la Semoy vaut 0,82 m3/s, pour un petit bassin versant de seulement 41,5 km2. 

### Lame d'eau et débit spécifique
La lame d'eau écoulée dans ce bassin est de 623 millimètres, ce qui est élevé, très supérieur à celle de la moyenne de la France, tous bassins confondus, et même comparé aux divers cours d'eau du bassin de la Meuse, généralement très abondants. Notons que la moyenne du bassin français de la Meuse à Chooz, près de sa sortie du territoire français affiche une lame d'eau de 450 millimètres. Le débit spécifique ou Qsp du Saint-Jean se monte dès lors à un solide 24,1 litres par seconde et par kilomètre carré de bassin versant.

## Faune

### Poissons
En plus de la truite, le Saint-Jean abrite notamment une population de lamproie de Planer et de chabot, tous deux inscrits sur l'annexe IV de la directive habitats.

### Mammifères
Les mammifères sont abondants dans les forêts de la zone, notamment les grands cervidés (chevreuils) et les carnivores tels le renard, la martre, l'hermine, le chat sauvage. Trois espèces appartiennent à la liste rouge des mammifères de Champagne-Ardenne : le
putois (partiellement protégé), la musaraigne aquatique (totalement protégée), cette dernière figurant également, avec la crossope de Miller, dans le livre rouge de la faune menacée en France.

## Galerie

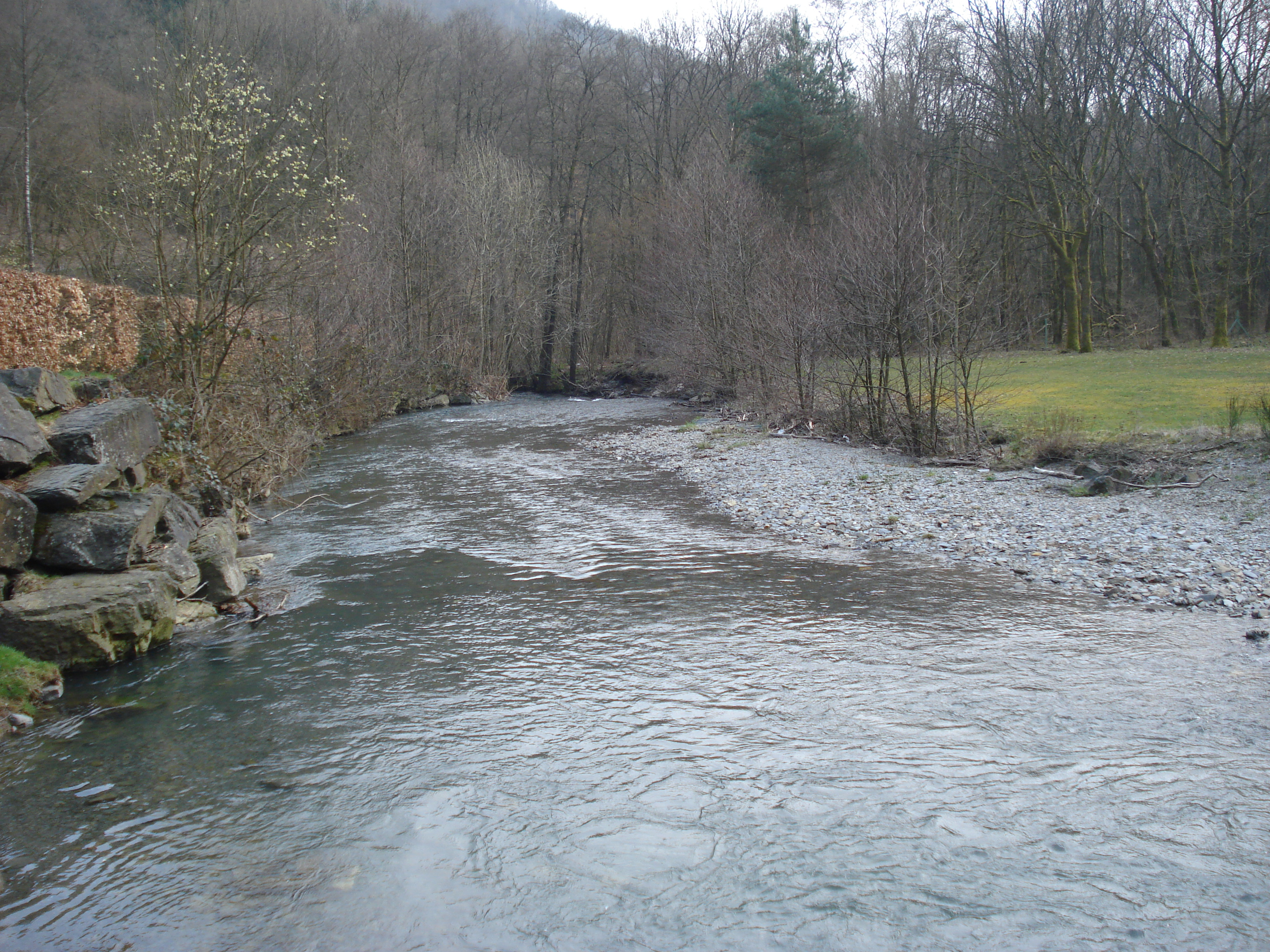
Les Hautes-Rivières - Ruisseau de St.Jean
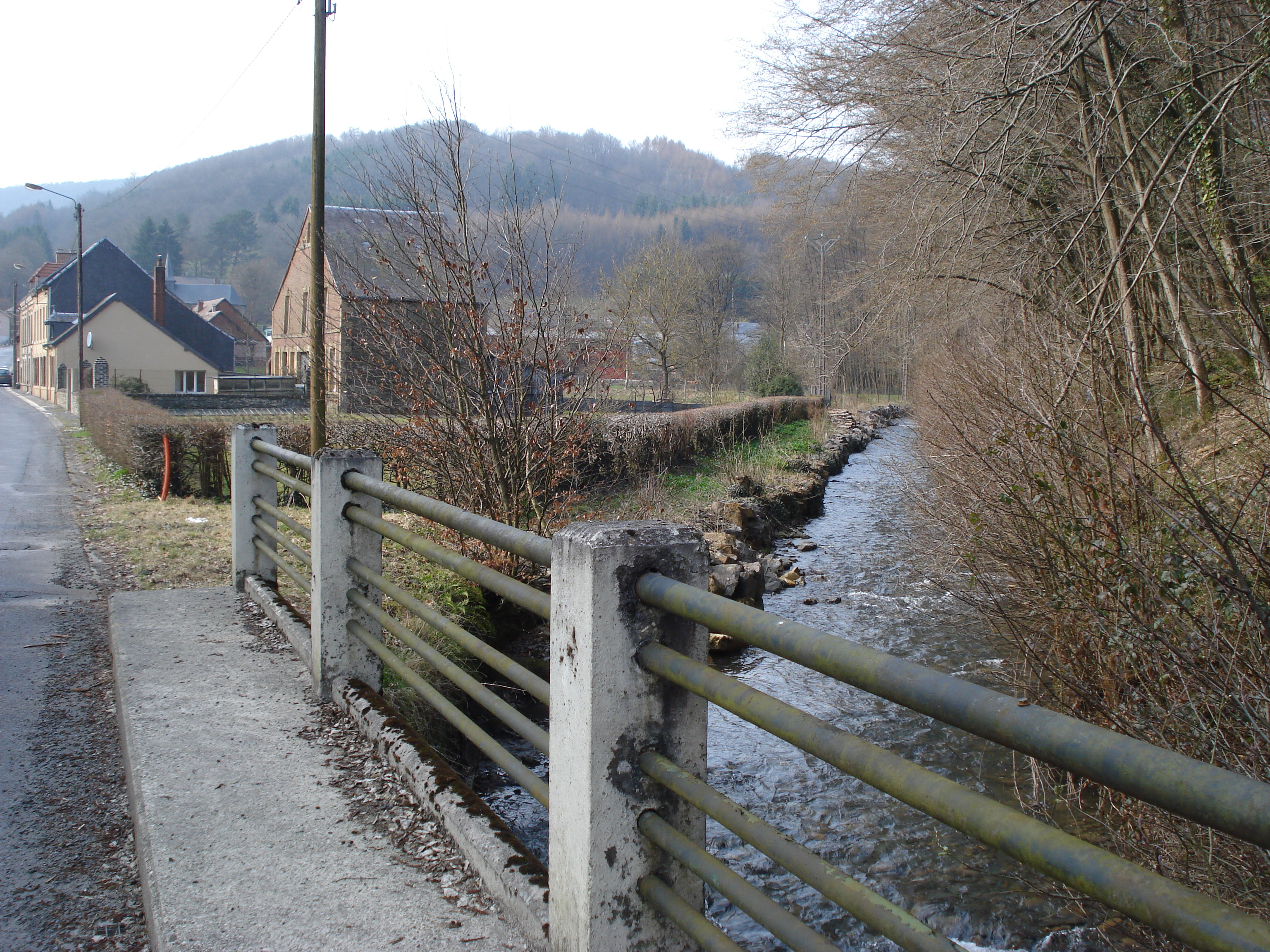
Les Hautes-Rivières - Ruisseau de St.Jean au village de Linchamps
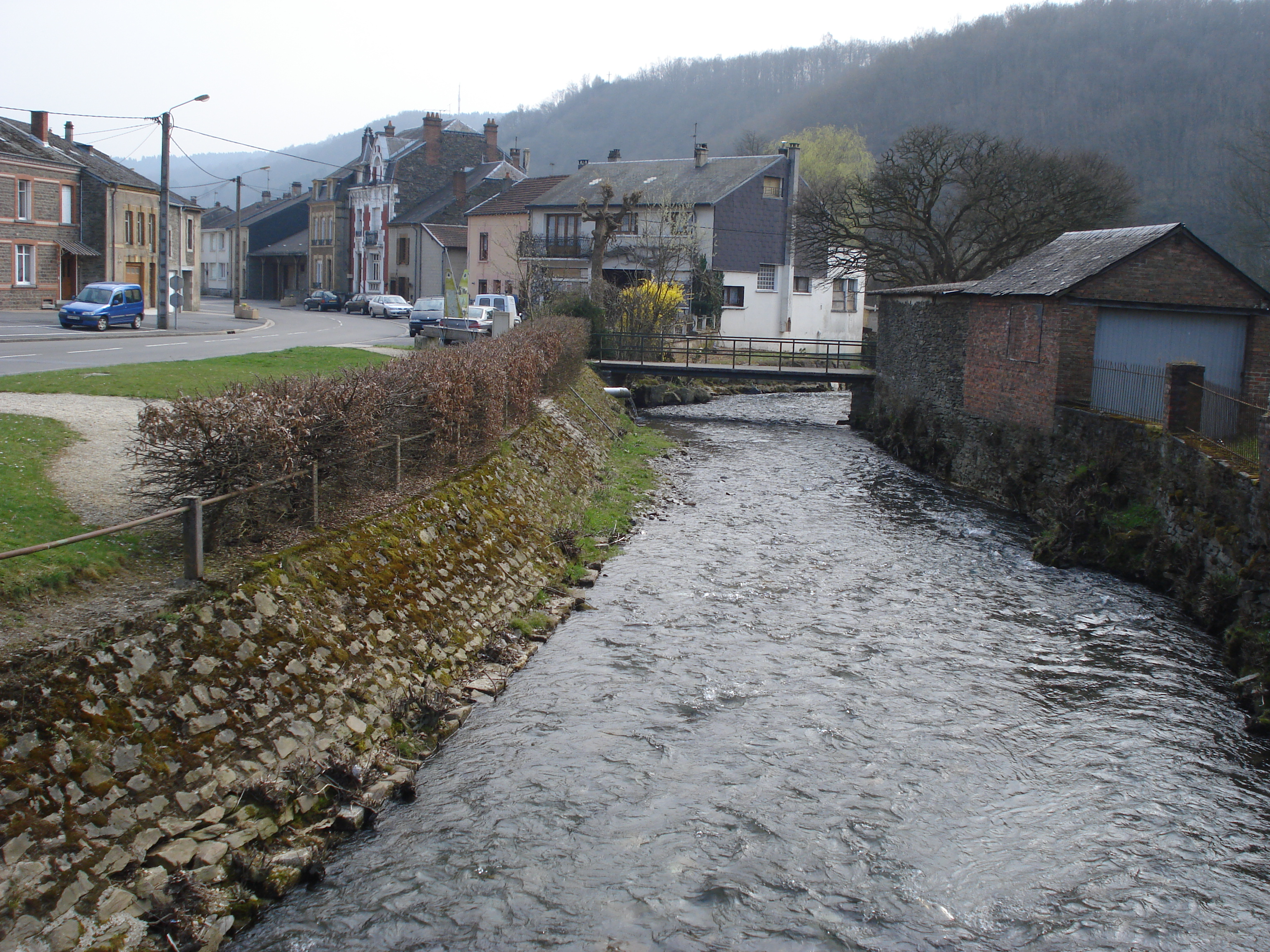
Les Hautes-Rivières - Ruisseau de St.Jean
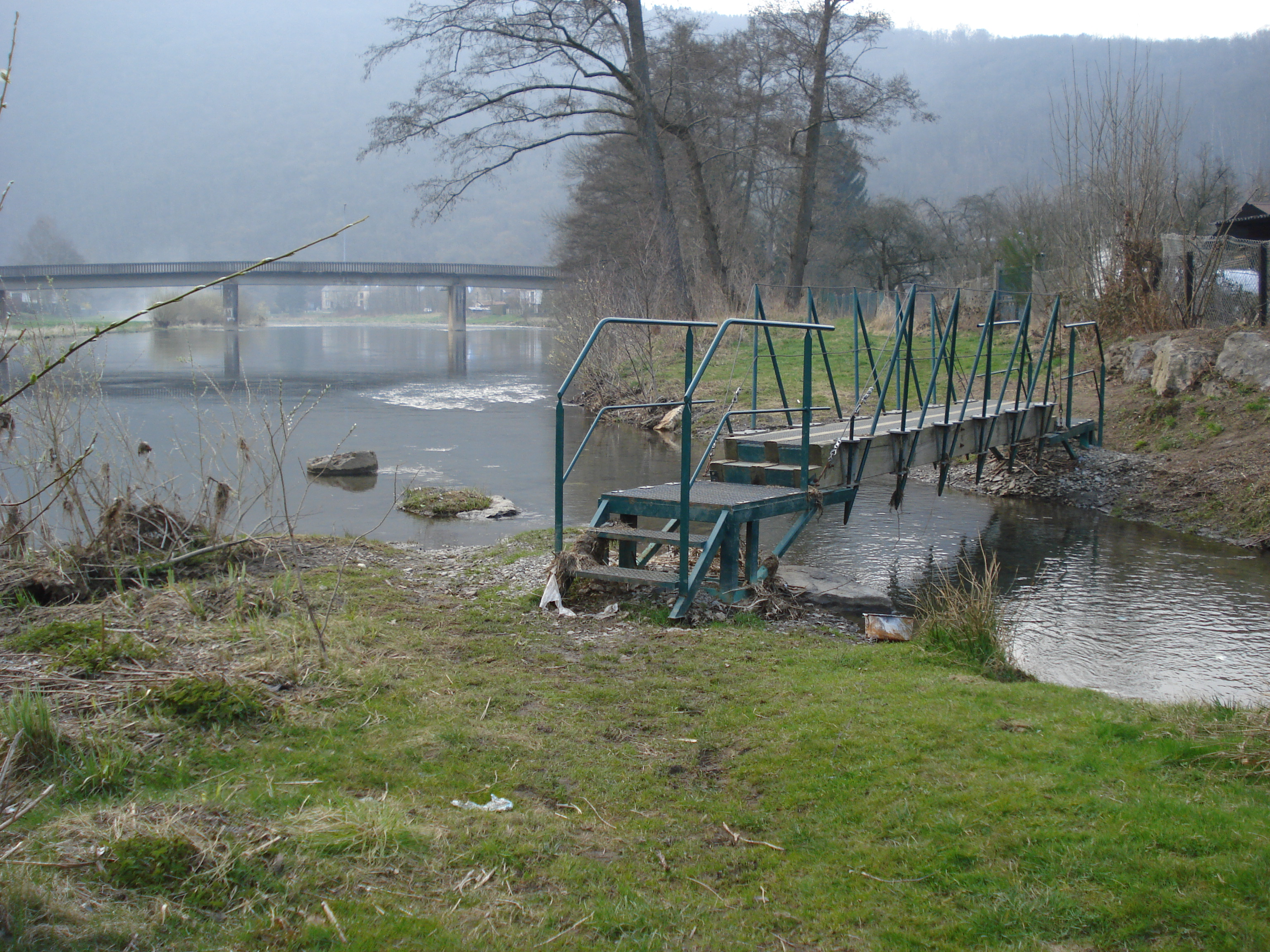
Les Hautes-Rivières - Ruisseau de St.Jean, confluence avec la Semoy
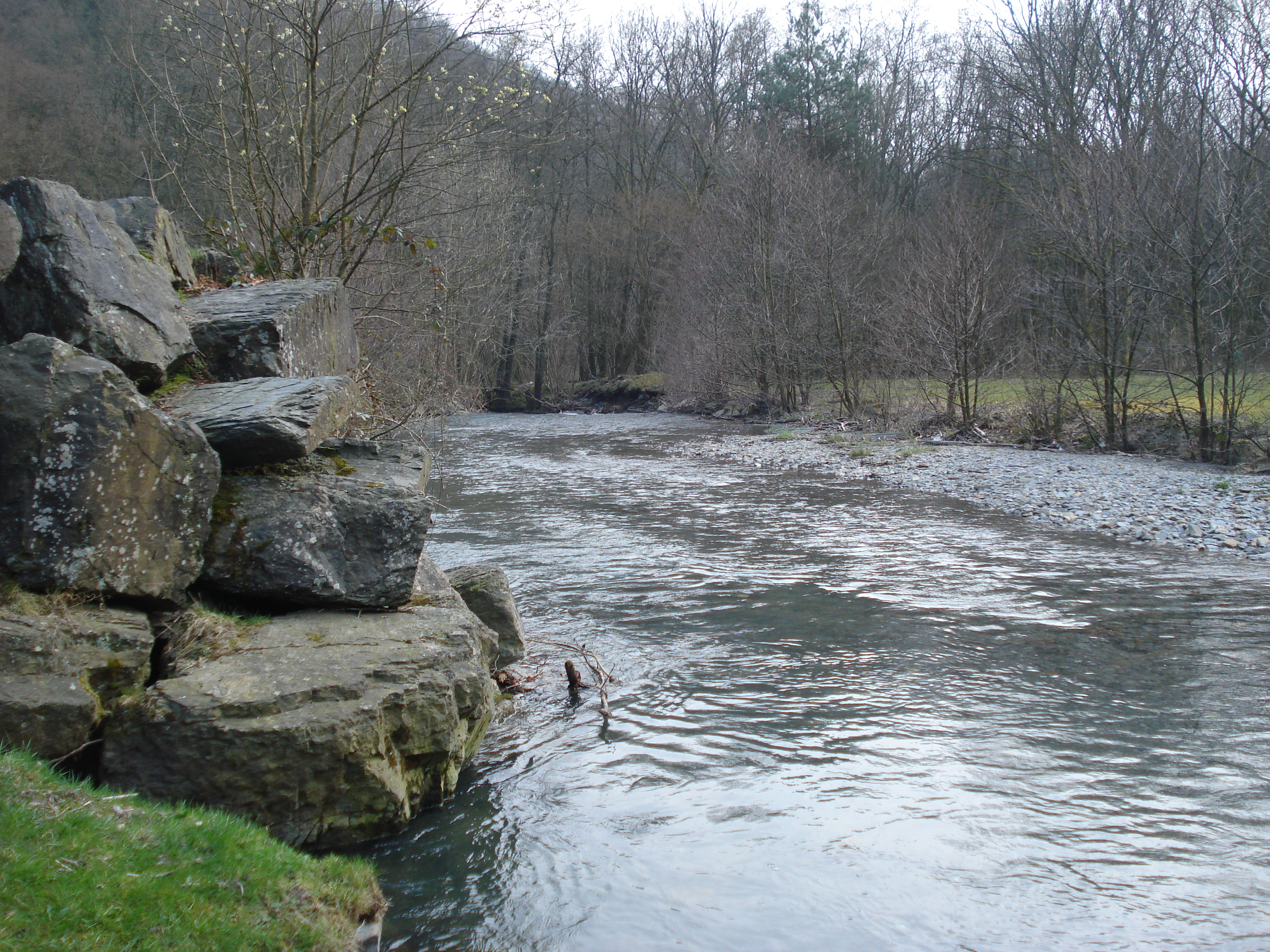
Les Hautes-Rivières - Ruisseau de St.Jean